# Sistema de Información de la Población Objetivo
El Sistema de Información de la Población Objetivo (SIPO) es un registro social utilizado por el Instituto Mixto de Ayuda Social  de Costa Rica, que permite identificar, caracterizar, clasificar, calificar y seleccionar la población en situación de pobreza y pobreza extrema. De esta forma, se garantiza que los recursos institucionales lleguen, efectivamente, a los grupos más desprotegidos de la sociedad costarricense.
Funciona como una herramienta de información para que las comunidades formulen proyectos, asimismo, las instituciones gubernamentales utilizan este registro para ejecutar programas en beneficio de la población objetivo.
La información se obtiene mediante la Ficha de Información Social  (FIS) que contiene un conjunto de variables, agrupadas en 10 secciones. Para recoger esta información de la FIS, es requisito indispensable la visita a la vivienda y pueden registrarse hasta cuatro familias en la misma ficha. Se aplica según la demanda de servicios de los beneficiarios de los programas sociales o de acuerdo con los requerimientos de las instituciones del sector social.

## Módulos que lo componen
Registro de personas y familias con base en la información de la FIS.
Mediante el mismo es posible calificar a las personas y familias según diferentes niveles de pobreza, utilizando el Método de Línea de Pobreza (LP) y el Método Integrado de Pobreza (MIP). Además se pretende que por medio de un Puntaje que resume la condición socioeconómica de cada familia, sea posible priorizar grupos de beneficiarios para los diferentes programas.
Registro de información relevante sobre los grupos y organizaciones involucrados en el desarrollo de proyectos.
Este registro contiene información acerca de los grupos responsables o ejecutores (comités, asociaciones, entre otros); los diferentes proyectos que se están ejecutando y sobre las comunidades.